# 로지스틱 방정식
로지스틱 방정식 (logistic equation)은 생태학에서 개체군 성장의 단순한 모델로 고안된 미분 방정식, 또는 차분 방정식을 말한다. 혼돈 이론의 초기 연구 대상의 하나로 연구되어 현재는 생태학 뿐 아니라 여러 분야에서 응용되어 쓰이고 있다. 

## 모델
보통 한 부모가 만든 자손의 수는 대략 일정하므로, 증가율을 r로 하면 개체 수 N의 증가율은
{\displaystyle {\frac {dN}{dt}}=rN}
로 쓸 수 있다. 이 방정식의 해는 지수 곡선이 되어 짧은 시간에도 인구 폭발을 일으킨다. 이러한 개체군 성장 모델을 생물 개체의 증가가 기하급수적이라고 지적한 것이 맬서스이기 때문에 맬서스적 성장으로 부르기도 한다. 그러나 현실의 생물은 특정 환경에서 생활하고 있고, 그곳에서 생활할 수 있는 개체 수의 상한선이 정해져 있다고 보는 것이 자연스럽다. 곧, 개체 수가 많아지면, 그 증가율은 낮아지는 것을 상상할 수 있다. 그래서 이러한 현실적인 개체 수 변화를 설명하기 위해서는 다음과 같은 성질을 갖는 새로운 식이 필요하다.
- 개체 수 0에서 증가율은 0이다.
- 개체 수가 증가함에 따라 증가율은 감소한다.
- 환경의 수용 가능 한계 개체 수를 K라고 하면 N=K일 때 증가율은 0이 된다.

## 로지스틱 방정식의 내용
로지스틱 방정식은 1838년 Verhulst가 고안해 냈다. 그는 인구 증가를 설명하는 모델로 윗 문단에서 요구한 3가지 조건을 만족하는 다음 식을 고안한다. 이후 독자적으로 같은 식을 제시한 생태학자가 있어 이후 개체군 생태학의 기본적인 수학 모델로 자리잡는다.
실제 식은 다음과 같다.
{\displaystyle {\frac {dN}{dt}}=rN({\frac {K-N}{K}})}
여기서K는 환경 수용력, 즉 그 특정 환경에서 살 수 있는 개체 수의 정원이다. 
ｒ는 내적 증가율로 부르며, 그 생물이 도달할 수 있는 최대 증가율이다. 실제 증가율은 N이 K에 가까워지면서 감소하고,
또 여기서 K = r/k 로 두면,
{\displaystyle {\frac {dN}{dt}}=N(r-kN)}
로 쓸 수 있다. 이 경우 k는 한 개체의 증가에 따라 증가율이 감소하는 비율을 나타낸다.
이 식으로 그래프를 그리면 처음엔 작았던 개체 수에서 시작한 그래프는 다음번엔 급히 상승했다가, 떨어졌다를 반복하며 일정한 값으로 수렴하는 시그모이드 곡선의 형태가 된다.

## 생물학적 해석
로지스틱 방정식 자체는 생물학적으로는 현실적으로 불가능한 가정에 근거하고 있다.
- 모델에서 개체 수의 증가가 연속적이다. : 대다수 생물에서 특정 시기에만 증가가 일어난다. 특히 곤충 등 세대가 겹치지 않는 종은 개체 수 증가는 세대별로 단계적으로 생긴다.
- 모델에서 개체 수 증가가 증가율을 억제하는데 부모와 아이의 개체가 같은 비율로 억제에 관련된다. : 대다수 생물에서 부모와 자식은 크기가 다르므로 이러한 일은 있을 수 없다. 어떤 곤충은 부모와 자식은 서로 생활의 장소부터 다른 것들도 있다.
- 모델에서 개체 수의 증가는 증가한 순간부터 증가율에 영향을 준다. : 물론 실제론 순간이라고 하는 것은 있을 수 없고, 부모와 자식은 크기와 생활의 장소 자체가 다른 경우도 있어, 개체 수의 증가가 증가율에 영향을 주기까지는 상당한 시간이 필요한 예가 적지 않다.

따라서, 로지스틱식을 단순하게 적용할 수 있는 것은 거의 크기에 차가 없는 형태로 증식하며, 언제나 증가하고 있는 세균이나, 세대가 완전하게 겹치고, 번식기가 확실치 않은 사람과 같은 것에 한정된다고 말할 수 있다. 그러나, 여러 생물의 개체군 연구에서 로지스틱식은 개체 수 변화의 기본적 모델로서 이용되어 많은 성과를 얻었다.
이 식에서 r은 그 종에게 가능한 최대의 증가율이며, 이 값이 클수록 빠르게 증식 할 가능성이 있다. 그리고, K 값은 그 환경 하에서 생존할 수 있는 개체 수의 상한을 나타낸다. 고립된 섬의 생물을 연구하는 도서 생태학 분야에서, 맥아더와 윌슨은 섬 생물 개체군의 정착과 멸종을 논해 정착의 성공에는 큰 r을 갖는 것이 중요하고, 멸종되지 않으려면 큰 K를 가지는 것이 중요하다라고 하며, 각각을 r도태, K도태라고 불렀다.이것이 r-K전략설, 나아가 생활사 전략론의 시작이 되었다.
또, 이 식을 차분 방정식의 형태로 했을 경우, K의 값을 어떻게 주느냐에 따라 개체 수는 안정된 K의 값을 받는 경우도 있지만, K 위아래 2개의 값 사이를 반복하거나 혹은 4개의 값의 사이를 왕래하는 결과가 나온다. 덧붙여 이 식을 한층 더 연구하면 비주기적으로 모든 값에 이르는 경우까지 도달하는 여러 가지 형태가 출현하며, 이는 혼돈 이론 초기의 주요 연구 대상 중 하나였다.

## 같이 보기
- 시그모이드 함수
- 로지스틱 사상